# Orientierungslauf-Weltmeisterschaften 2016

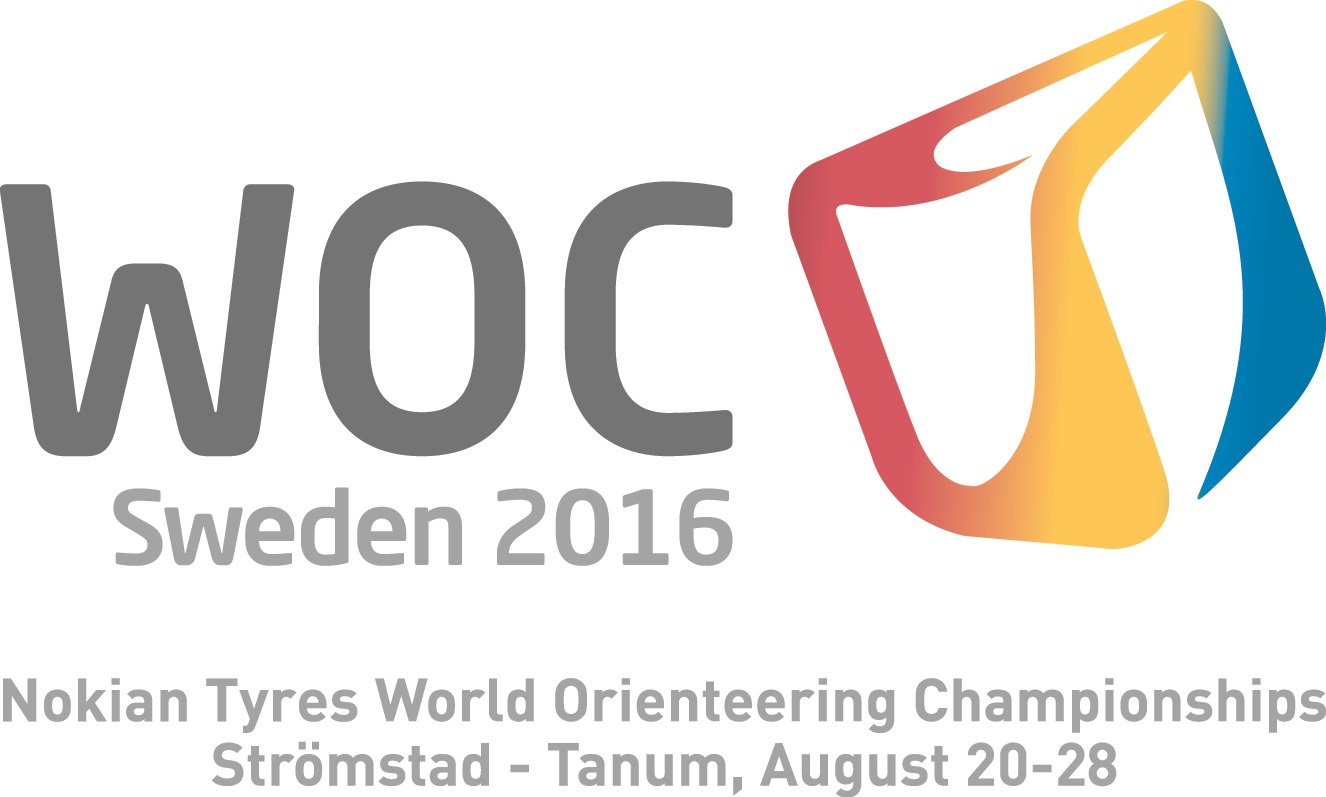
WOC 2016

Die 33. Orientierungslauf-Weltmeisterschaften sollen vom 20. bis 27. August 2016 in der Gegend um Strömstad und Tanum in Schweden nahe der Grenze zu Norwegen stattfinden.

## Vergabe
Der Internationale Orientierungslaufverband IOF entschied im Juli 2012 über die Vergabe der Weltmeisterschaften 2016. Zuvor war im Januar 2012 die Bewerbungsfrist ausgelaufen. Es galt als wahrscheinlich, dass Schweden, das bei der Vergabe für die Weltmeisterschaften 2015 gegen Schottland verloren hatte, die Zusage für 2016 erhalten würde. Im Juli 2012 vergab der IOF die Weltmeisterschaften wie erwartet an Schweden.
In der Diskussion für die Weltmeisterschaften 2016 steht eine geplante Waldweltmeisterschaft, welche das traditionelle WM-Programm beinhalten soll und die sich zukünftig jährlich mit einer urbanen Parkweltmeisterschaft abwechseln soll.